# Astrea (powieść)

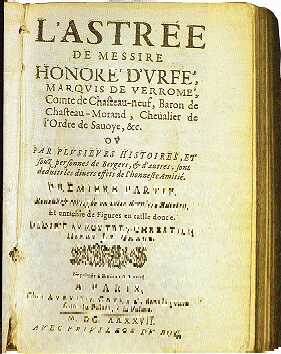
Siedemnastowieczne wydanie Astrei

Astrea (oryg. fr. L’Astrée) – powieść sielankowa Honoriusza d'Urfé publikowana w częściach w latach 1607–1627. Ze względu na jej objętość i sposób konstrukcji fabuły uznawana za pierwszą w literaturze francuskiej powieść rzekę. Ogromny sukces czytelniczy, jaki odniosła we Francji i w Europie, sprawił, że zyskała również miano „powieści nad powieściami”. 
Plan napisania utworu rozgrywającego się w mitycznym Złotym Wieku i ukazującego obraz idealnej miłości, jest obecny w biografii d'Urfégo od początków jego twórczości literackiej. Już jego pierwsze teksty dotyczą podobnej tematyki: ich bohaterami są skonstruowani według wzorów powieści sielankowej pasterze, których jedynym zajęciem jest poszukiwanie doskonałego uczucia. 

## Treść
Akcja utworu rozgrywa się w V wieku w lasach w regionie Forez nad potokiem Lignon, gdzie grupa arystokratów osiedliła się w celu porzucenia dotychczasowego życia i rozpoczęcia beztroskiej egzystencji na wzór tej, jaką prowadzili pasterze arkadyjscy. Głównymi bohaterami są pasterka Astrea oraz zakochany w niej pasterz Celadon. Na skutek fałszywego donosu Astrea odtrąca Celadona, uznając go za niewiernego. Zrozpaczony mężczyzna rzuca się do Lignonu, jednak zostaje uratowany przez nimfy Galateę, Leonidę i Sylwię, podczas gdy Astrea i jego przyjaciele są przekonani o jego śmierci. Opiekując się pasterzem, Galatea i Leonida zakochują się w nim. Celadon opuszcza jednak nimfy z pomocą druida Adamasa i ukrywa się w jaskini, pragnąc wiernie wykonać ostatnie polecenie, jakie wydała mu Astrea – niewidzenie jej. Adamas postanawia ponownie mu pomóc, przebierając go za swoją córkę Alexis i ułatwiając mu zawarcie przyjaźni z Astreą. Ta, zorientowawszy się w podstępie, odtrąca go, mimo wciąż odczuwanej miłości. Postanawia poświęcić swoje życie dla oczyszczenia cudownego Źródła Prawdziwej Miłości; na ten sam pomysł wpada Celadon. Wówczas jednak pojawia się sam bóg miłości – Amor, by połączyć na nowo idealnych kochanków. Wokół głównego wątku rozgrywa się kilkadziesiąt innych historii miłosnych, których bohaterami są nimfy, rycerze i pasterze.

## Publikacja
Pierwsze trzy części Astrei d'Urfé opublikował w 1607, 1610, 1619. W 1625 autor powieści zmarł, pozostawiając nieuporządkowane notatki dla jej kontynuacji. Na ich podstawie jego sekretarz Balthazar Baro dokończył część czwartą i napisał piątą. Szóstą dodał Pierre Boitel, który bywa również uznawany za autora części poprzedniej. 

## Cechy utworu

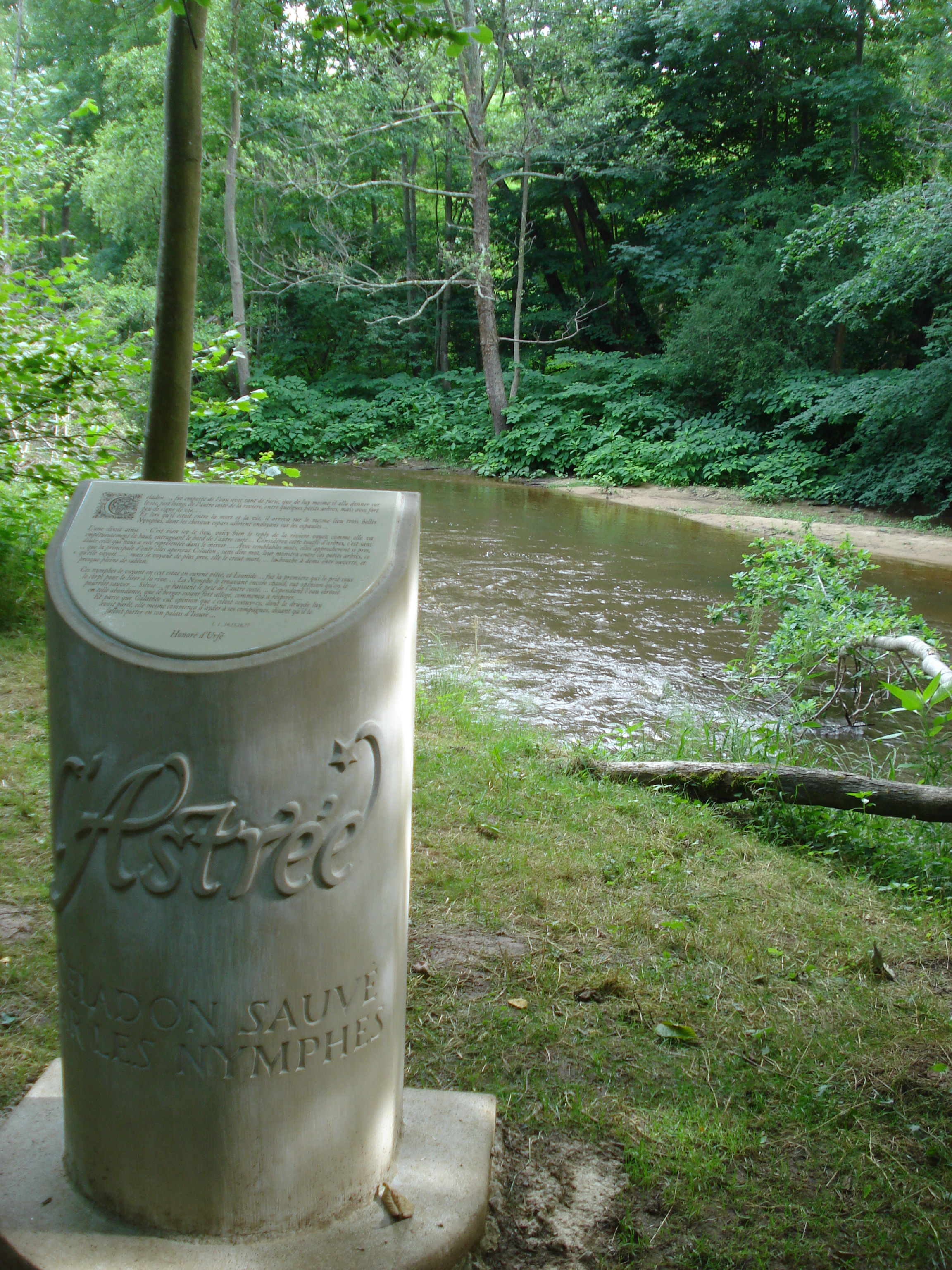
Miejsce, w którym Celadon został uratowany przez nimfy. Kamień pamiątkowy nad potokiem Lignon, jeden z wielu podobnych pomników umieszczonych w autentycznych miejscach, w których miały miejsce fantastyczne wydarzenia utworu

Astrea jest utworem o konstrukcji szkatułkowej – główny wątek Astrei i Celadona jest wzbogacany o historie ich przyjaciół, którzy z kolei wprowadzają kolejne wątki miłosne lub opowiadają znane im historie o podobnej tematyce. Tempo narracji w dziele jest zmienne. Niektóre ustępy zbliżają Astreę do powieści przygodowej, inne zachowują atmosferę typową dla nurtu sentymentalnego i innych współczesnych Astrei dzieł pasterskich. W tok narracji wpisane są również elementy innych gatunków literackich: listy, mowy, diatryby, ustępy poetyckie, jak również odautorskie komentarze filozoficzne. Sprawia to, że Astrea określana jest jako „powieść debatująca”. 
Taki styl utworu świadomie naśladował styl funkcjonowania salonów arystokratycznych współczesnej autorowi Francji, zachowania bohaterów Astrei stały się zaś dla środowisk salonowych wzorcem postępowania. W grupach tych popularna stała się nie tylko powieść, ale i rozmaite gry nią inspirowane (przebieranie się za postacie z Astrei, prowadzenie całych debat z użyciem cytatów z utworu). Ponadto do końcu XVII wieku zostało napisanych 14 dramatów opartych na różnych wątkach z powieści. 
W połowie XVIII wieku rodzina d'Urfé rozpowszechniała pogląd, że autor napisał Astreę zainspirowany swą miłością do bratowej, Diany de Chateaumorand (którą ostatecznie poślubił). Koncepcja ta jednak wydaje się oparta na słabych podstawach; małżeństwo d'Urfego z panią de Chateaumorand miało najprawdopodobniej podłoże majątkowe, motyw miłości idealnej pojawiał się zaś już w jego wcześniejszych utworach, napisanych przed spotkaniem z przyszłą żoną. 
Autor umiejscowił akcję Astrei w dobrze znanych sobie miejscach – regionie Forez, w lasach i na równinach nad potokiem Lignon. Jak sam twierdził, jego przywiązanie do rodzinnych okolic sprawiło, że wszystkie miejsca i odległości opisane w tekście są autentyczne.